# Tönnersjö distrikt
Tönnersjö distrikt är ett distrikt i Halmstads kommun och Hallands län. 
Distriktet ligger sydost om Halmstad. 

## Tidigare administrativ tillhörighet
Distriktet inrättades 2016 och utgörs av socknen Tönnersjö i Halmstads kommun.
Området motsvarar den omfattning Tönnersjö församling hade vid årsskiftet 1999/2000.